# Teofilo Rossi di Montelera

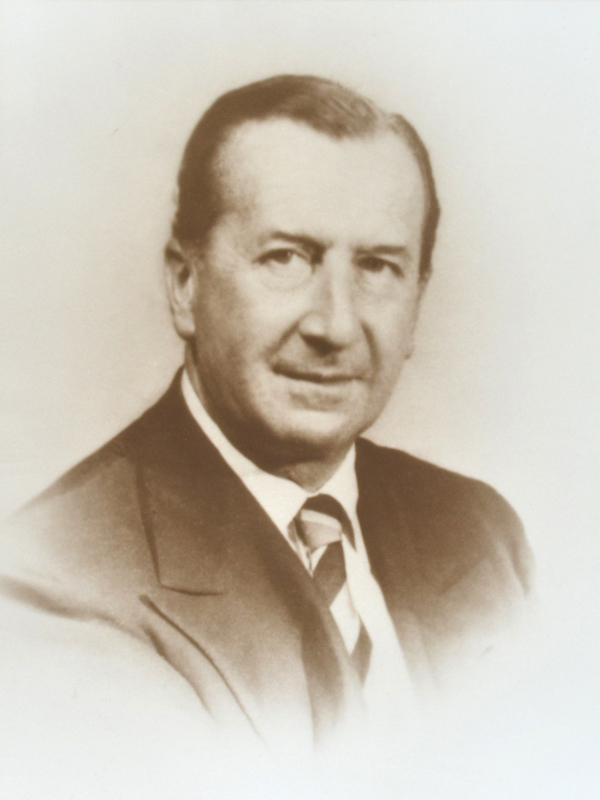
Teofilo Rossi di Montelera 1960

Teofilo Guiscardo Francesco Luigi „Theo“ Rossi di Montelera (* 17. Mai 1902 in Turin; † 3. November 1991 in Lausanne) war ein italienischer Unternehmer, Bobsportler, Motorboot- und Automobilrennfahrer sowie Sportfunktionär.

## Familie
Teofilo Rossi di Montelera war Sohn von Cesare Rossi, Conte di Montelera (1866–1926), Arzt, Bürgermeister von Chieri und Miteigentümer der Wein- und Wermutfirma Martini & Rossi, und Marianna „Nina“ Pelazza (1884–1947). Er hatte eine Schwester: Valeria Rossi di Montelera (1905–1994). Ein Onkel, Teofilo Rossi (1865–1927), war Jurist, von 1909 bis 1917 Bürgermeister von Turin und zwischen 1922 und 1923 anfangs unter Luigi Facta und später unter Benito Mussolini Minister für Industrie und Handel des Königreichs Italien. Ab der Wende vom 19. zum 20. Jahrhundert führten die Brüder Cesare und Teofilo gemeinsam das Unternehmen Martini & Rossi.
Teofilo Rossi di Montelera war zweimal verheiratet. Seine erste Ehe mit Moira Forbes blieb kinderlos. Aus seiner zweiten Ehe mit Ida Rubatto stammte eine Tochter.
Der Ehrentitel Conte war der Familie vom Italienischen König Viktor Emanuel III. anlässlich der Eröffnung der Weltausstellung 1911 in Turin (Esposizione internazionale dell’Industria e del Lavoro) verliehen worden. Der Zusatz di Montelera kam 1922 hinzu.

## Werdegang
Rossi studierte Rechtswissenschaften und diente im Militär als Offizier der Kavallerie.
Ab der ersten Hälfte der 1920er-Jahre war er im Motorbootsport aktiv. Erste Erfolge stellten sich 1924 ein. Im Oktober 1933 stellte Rossi in Bracciano den Geschwindigkeitsweltrekord für 6-Liter-Motorboote mit 113,410 km/h auf. Im darauf folgenden Januar brach er auf dem Gardasee einen ähnlichen Rekord für 1,5-Liter-Motorboote mit einer Durchschnittsgeschwindigkeit von 97,663 km/h. 1935 gewann er das Motorbootrennen Pavia–Venedig an der Seite von Guido Cattaneo. 1937 stellte Rossi in Arona am Lago Maggiore mit 146,532 km/h einen Rekord für 1.200 kg schwere Rennboote auf und im Jahr darauf gewann er den American Gold Cup in Detroit in der 12-Liter-Klasse.
1938 gewann Rossi mit seinem Boot „Alagi“ die erstmals ausgeschriebene Weltmeisterschaft in der Klasse der Rennboote mit 12-Liter-Motoren. Er siegte bei allen Rennen, an denen er teilnahm: in Venedig, Genf, Detroit und in Washington, D.C., wo er von US-Präsident Theodore Roosevelt persönlich die Siegertrophäe überreicht bekam. Rossi war einer der wenigen Motorbootfahrer überhaupt, denen es gelang, den US-amerikanischen Motorbootmeister Garfield Wood zu besiegen.
Neben seinen Aktivitäten im Motorboot war Rossi in weiteren Sportarten auf hohem Niveau aktiv. Bei den Olympischen Winterspielen 1932 in Lake Placid trat er für das Königreich Italien in den Bobwettbewerben als Pilot an. Im Zweierbob wurde er zusammen mit Italo Casini auf der Olympia-Bobbahn Mount Van Hoevenberg sechster. Im Viererbob erreichte Rossi zusammen mit Casini sowie den Brüdern Agostino und Gaetano Lanfranchi Rang fünf.
Außerdem nahm Rossi an Automobilrennen teil. Er bestritt 1933 auf einem Alfa Romeo 6C 1750 GT Touring die Mille Miglia und erreichte bei diesem 1000-Meilen Rennen von Brescia nach Rom und zurück zusammen mit Beifahrer Guido Cattaneo Gesamtrang 18 und Platz zwei in der Klasse Vetture a guida interna.
Als Sportfunktionär wurde Rossi 1934 zum Vizepräsidenten des neu gegründeten internationalen Amateur-Rugby-Verbandes Fédération Internationale de Rugby Amateur (heute Rugby Europe) gewählt. Nach dem Zweiten Weltkrieg war er Präsident des Circolo Golf Torino.
Ab Anfang der 1930er-Jahre – nach dem Tod seines Vaters und seiner Onkel Teofilo, Ernesto und Enrico – war Rossi zusammen mit mehreren Cousins in der Führung des Unternehmens Martini & Rossi aktiv. Nach dem Zweiten Weltkrieg, an dem er in Nordafrika teilgenommen hatte, engagierte sich Rossi wiederum im Familienunternehmen – vor allem als „Markenbotschafter“. Er unterhielt u. a. enge Kontakte zu Gianni Agnelli, Tyrone Power und Salvador Dalí. 
Rossi starb 1991 im Alter von 89 Jahren im Schweizerischen Lausanne.